# Añasco
Añasco est une municipalité de l'île de Porto Rico (code international : PR.AN) s'étend sur 104 km2 et regroupe 25 596 habitants en 2020.

## Histoire
C'est dans une rivière près d'Añasco que qu'est noyé le militaire espagnol Diego Salcedo par les Taïnos en 1511 (qui voulaient s'assurer si les Espagnols étaient bien immortels). S'ensuivit ensuite une révolte des Indiens menés par le cacique Chayoán, réprimée dans le sang par les Espagnols. En novembre 1511, le conquistador Juan Ponce de León cède le gouvernorat de la région à Juan Cerón, lieutenant du vice-roi Diego Colomb. Cerón ordonne alors à Miguel de Toro (un des lieutenants de Juan Ponce de León) de créer un village chrétien. Sur le lieu actuel de la ville est d'abord alors fondée une première colonie du nom de San Germán. Beaucoup des premiers colons de la région étaient originaires des îles Canaries et du sud de l'Espagne.
La première colonie est attaquée trois fois par les Indiens, en 1528, 1538 et 1554. Un fort pour protéger le village est bâti en 1540 mais sa construction est suspendue en 1546 lorsque les habitants décident de partir, fatigués des attaques.
La ville est fondée officiellement le 18 octobre 1733 et est nommée d'après Don Luis de Añasco, colon espagnol originaire d'Estrémadure. La ville est fondée sur l'initiative d'un riche propriétaire du nom de Don José de Santiago, qui désirait établir sa villa sur les propriétés de Don Luis de Añasco. La propriété était située au bord du Río Grande de Añasco.
Au XVIIIe siècle, Añasco est la quatrième municipalité la plus peuplée de l'île.
Le séisme San Fermín de 1918 détruit une partie de la ville dont l'église et la mairie (la plupart des bâtiments historiques sont détruits).

## Administration

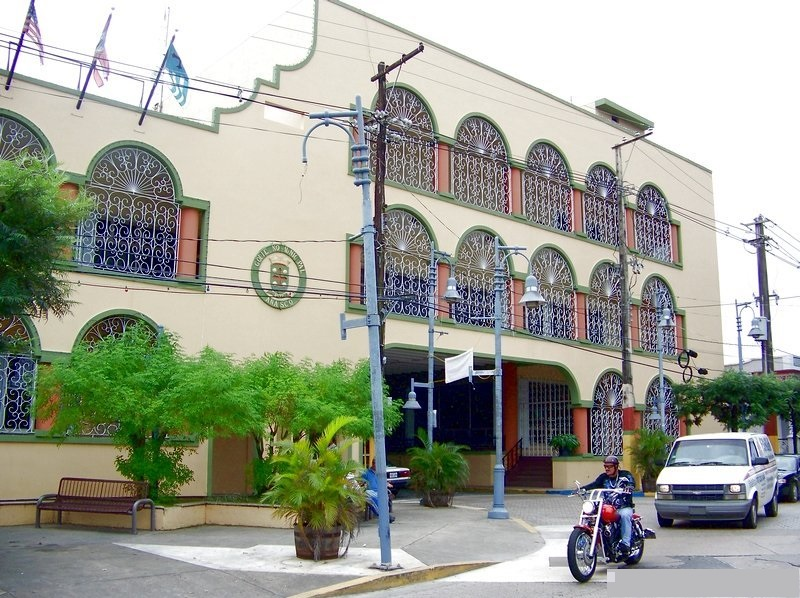
Mairie d'Añasco.